# He Xiangning
He Xiangning (en chinois : 何香凝 ; Wade-Giles : Ho Hsiang-ning. 27 juin 1878 – 1er septembre 1972) est une révolutionnaire chinoise, féministe, politicienne, peintre et poète.
En même temps que son mari Liao Zhongkai, elle fut l'un des premiers membres du mouvement révolutionnaire Tongmenghui de Sun Yat-sen. Comme ministre des droits de la femme dans le gouvernement nationaliste de Sun à Guangzhou (Canton), elle a lutté pour l'égalité des droits de la femme et organisé le premier rassemblement de Chine pour la journée internationale de la femme en 1924. Après l'assassinat de son mari en 1925 et la persécution des communistes par Chiang Kai-shek en 1927, elle est restée éloignée de la politique pendant deux décennies, mais a activement travaillé à organiser la résistance contre l'invasion japonaise de la Chine.

## Jeunesse
He Xiangning est née le 27 juin 1878 sous le nom de  He Jian (何諫, et également celui de He Ruijian 何瑞諫), dans une riche famille de Hong-Kong. Son père, He Binghuan (何炳桓), originaire du District de Nanhai, de la province du Guangdong, a commencé sa carrière dans le négoce du thé  et investi dans l'immobilier,. Elle le persuada de lui permettre de poursuivre ses études avec ses frères et se révéla une étudiante studieuse dès son plus jeune âge .
Féministe déterminée dès sa jeunesse, He Xiangning résista farouchement à l'injonction de son père à se faire bander les pieds selon la coutume chinoise. À cause de ses "gros pieds", son mariage fut arrangé en octobre 1897  avec Liao Zhongkai, un Chinois né en Amérique, qui ne voulait pas de femme aux pieds bandés. Malgré ce mariage arrangé, ils partageaient beaucoup de choses, l'amour du savoir et de l'art ainsi qu'une passion pour le salut de la Chine. Elle aida financièrement son mari à réaliser son vœu d'aller étudier au Japon avec ses fonds personnels et en vendant ses bijoux qui lui rapportèrent la somme de 3 000 dollars. Liao partit donc au Japon en novembre 1902  et elle le rejoignit deux mois plus tard. Elle étudia à l'école normale pour femmes de Tokyo.

## La révolution
À Tokyo, He et Liao ont rencontré le révolutionnaire chinois Sun Yat-sen en 1903. Ils sont devenus deux des plus anciens membres du mouvement révolutionnaire Tongmenghui   anti-Qing de Sun  et Huang Xing leur a appris à utiliser des armes à feu dans la préparation de la révolution. Elle a loué une maison pour les opérations secrètes du Tongmenghui.
Après son retour à Hong Kong pour donner naissance à sa fille Liao Mengxing, elle l'a confiée à sa famille puis elle est retournée à Tokyo.

## République populaire de Chine
En 1948, pendant la guerre civile chinoise, He Xiangning, Li Jishen et d'autres membres de KMT qui se sont opposés à Chiang Kai-shek, ont fondé le Comité révolutionnaire du Kuomintang chinois (Minge). Après que les communistes aient gagné la guerre civile et aient établi la République populaire de Chine en 1949, elle s'est installée à Pékin et a occupé un certain nombre de postes élevés dans le gouvernement communiste, y compris ceux de vice-présidente du CPPCC (1954-1964), vice-présidente du Comité permanent du congrès du Peuple (1959-1972), présidente du Minge (1960-1972), présidente du Comité des affaires d'outre-mer et présidente honorifique de la Fédération des femmes de toute la Chine.
He Xiangning a continué à travailler jusqu'à l'âge de 80 ans en 1959 puis à assumer de nombreuses fonctions officielles. Le 1er septembre 1972, elle est morte d'une pneumonie à l'âge de 94 ans. Elle est enterrée dans le Mausolée de Liao Zhongkai à Nanjing, à côté de son mari.

## Art
He Xiangning a étudié l'art à l'école d'art d'Ueno, un quartier de Tokyo. Peintre renommée de l'École de Lingnan d'art chinois, He Xiangning a été élue troisième présidente de l'Association des artistes chinois en juillet 1960.
Elle aimait particulièrement peindre des pruniers en fleurs, des pins, des tigres et des lions. Les pruniers en fleurs symbolisaient le courage et la pureté, défiant les rigueurs de l'hiver. Par son art, elle exprimait ses idées politiques.
Une collection de ses peintures est exposée en 1979 au Guangdong.
Le 18 avril 1997, le musée d'art He Xiangning ouvre à Shenzhen. C'est le premier musée national d'art chinois portant le nom d'un artiste et le président Jiang Zemin a lui-même calligraphié le nom du musée, consacré à l'art féminin chinois.
En juin 1998, la Poste de Chine a émis une série de trois timbres (1998-15T) mettant en vedette ses peintures.

## Expositions
Peintures de He Xiangning au Musée d'art He Xiangning, 19 novembre 2016- 19 mars 2017 